# Aleksander Rylke

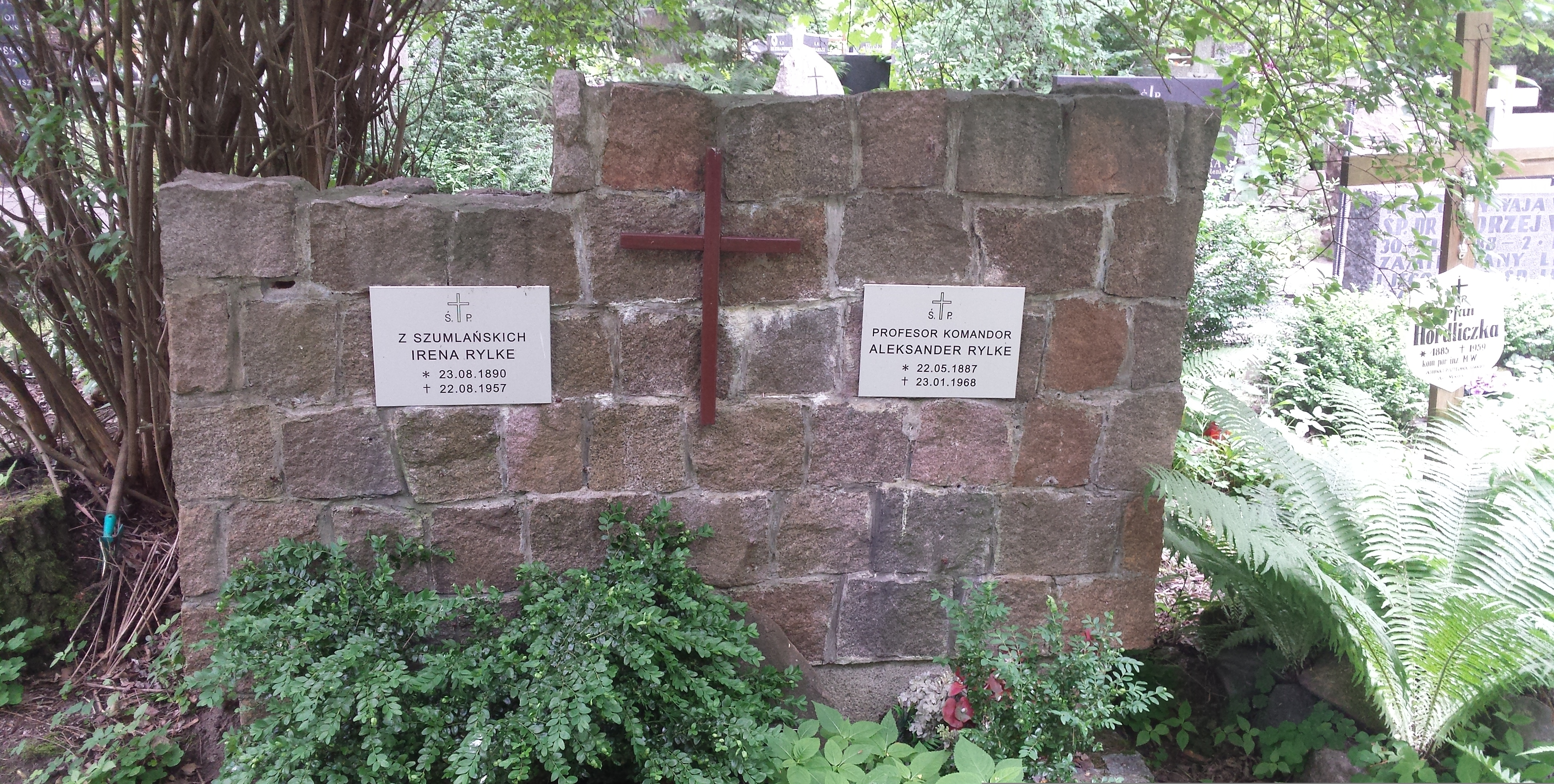
Grób komandora porucznika profesora Aleksandra Rylkego na cmentarzu Srebrzysko w Gdańsku

Aleksander Rylke, ps. Piotr (ur. 22 maja 1887 w Równem, zm. 23 stycznia 1968 w Gdańsku) – komandor porucznik Marynarki Wojennej, profesor zwyczajny, inżynier okrętownictwa.

## Wykształcenie
Urodził się 22 maja 1887 w Równem (obecnie na Ukrainie), w ziemiańskiej rodzinie Stanisława Piotra (1843–1899), astronoma, geodety i generała armii rosyjskiej, i Marianny z Rejewskich (1855–1929). W 1893 jego rodzina przeniosła się do Warszawy. Ukończył Państwową Szkołę Realną w Warszawie. Po maturze w 1904 podjął studia na Wydziale Budowy Okrętów Szkoły Inżynierów Marynarki Wojennej w Kronsztadzie, które ukończył w 1909 z pierwszą lokatą na roku. Uzyskał dyplom inżyniera i stopień podporucznika w Korpusie Inżynierii Budowy Okrętów.

## Służba wojskowa
Po studiach wybrał pracę jako młodszy inżynier w arsenale portu wojennego w Sewastopolu. Pracował tam m.in. przy budowie pancernika „Ioann Złatoust” – otrzymał nagrodę pieniężną za usprawnienie jego steru. W Sewastopolu pracował do 1913, pełniąc przez ostatnie dwa lata także funkcję głównego inżyniera w dywizjonie okrętów podwodnych. Awansował przy tym na stopnie oficerskie w marynarce rosyjskiej. W 1913 został przeniesiony do Stoczni Bałtyckiej w Petersburgu, zajmując się tam budową krążowników oraz zamawianiem i odbiorem jakościowym stali okrętowej. Po rewolucji w Rosji, w 1918, w rosyjskim stopniu komandora podporucznika, Rylke przez Finlandię powrócił do Polski, docierając tam we wrześniu 1919.
10 września 1919 zgłosił się do służby w polskiej Marynarce Wojennej i został przydzielony do jej korpusu technicznego, w stopniu majora, później komandora podporucznika. Negocjował zamówienie przez Polskę monitorów rzecznych typu Warszawa w gdańskiej stoczni Danziger Werft i sprawował nadzór nad ich budową oraz nad przebudową pierwszego okrętu dla polskiej Marynarki Wojennej – ORP „Pomorzanin”. Władając kilkoma językami (angielskim, niemieckim, francuskim, rosyjskim) jeszcze kilkukrotnie uczestniczył w komisjach zakupów statków za granicą, w tym był przewodniczącym komisji, która zakupiła w 1920 żaglowiec szkolny „Lwów” dla Szkoły Morskiej w Tczewie. W 1921 zwolnił się ze służby i przeszedł do rezerwy. Próbował założyć prywatną stocznię w Polsce, jednakże plany te nie powiodły się z przyczyn ówczesnej sytuacji ekonomicznej kraju. Pracując następnie w Warszawie (w firmie braci Lilpop), zajmował się w dalszym ciągu popularyzacją spraw morskich, m.in. był prezesem warszawskiego oddziału Ligi Morskiej i Rzecznej, a w 1923 zorganizował w Warszawie pierwszą wystawę morską. Brał udział w organizowaniu jachtklubu w Warszawie, a także w powołaniu miesięcznika "Morze". W 1924 jako oficer rezerwy został powołany do czynnej służby. W styczniu 1925 został przydzielony z Kierownictwa Marynarki Wojennej do Wojskowego Komisarza Żeglugi Śródlądowej przy Oddziale IV Sztabu Generalnego. Zajmował się przygotowaniem i rozwojem rzecznego transportu śródlądowego do celów militarnych. W listopadzie 1926 został oddany do dyspozycji szefa KMW. W 1927 został przeniesiony do KMW i w składzie komisji pod przewodnictwem kmdra Xawerego Czernickiego wysłany do Francji celem nadzorowania pod względem technicznym budowy polskich niszczycieli OORP „Burza” i „Wicher” oraz okrętów podwodnych typu Wilk, przy czym wytykał kilkakrotnie niedociągnięcia w budowie. Powrócił do kraju dopiero we wrześniu 1932.
W 1933 Rylke objął stanowisko kierownika Wydziału Budowy Okrętów w Służbie Technicznej KMW, w stopniu komandora porucznika. Przewodniczył komisji wybierającej oferty na budowę stawiacza min ORP „Gryf”. Nadzorował następnie powstanie wstępnych wymagań taktyczno-technicznych dla przyszłych okrętów podwodnych OORP „Orzeł” i „Sęp” oraz wyjechał ponownie do Francji w celu rozpatrzenia ofert na budowę tych okrętów podwodnych, jako przewodniczący komisji. Dochodząc do wniosku na podstawie własnych obliczeń, że wybrana jako najkorzystniejsza oferta stoczni Ateliers et Chantiers de la Loire podaje zafałszowane korzystniejsze parametry (m.in. stateczność) w stosunku do rzeczywistych i jest realnie niewykonalna, a także podpisana jest sfałszowanym przez francuską stocznię nazwiskiem znanego inżyniera Simonota, wycofał swoje podpisy na protokole wyboru oferty i zgłosił ten fakt zwierzchnikom. Kierownictwo Marynarki Wojennej unieważniło przetarg, a po rozpisaniu nowego przetargu wybrało stocznie holenderskie. Niemniej jednak bezkompromisowa postawa kmdr. por. Rylkego nie spotkała się z uznaniem zwierzchników, dbających o dobre stosunki z Francją. Z dniem 30 czerwca 1934 został przeniesiony w stan spoczynku.
Inż. Rylke nie przyjął propozycji dalszej pracy na stanowisku cywilnym dla wojska, jednakże będąc członkiem Towarzystwa Wiedzy Wojskowej, opracował następnie jeszcze na zlecenie marynarki programy szkolenia techników budowy okrętów na poziomie średnim. Współpracował też z brytyjską stocznią J. Samuel White w Cowes w opracowaniu oferty na budowę dla Polski niszczycieli OORP „Grom” i „Błyskawica”. W 1938 uczestniczył w organizowaniu i budowie Stoczni Gdyńskiej, projektując m.in. trasernię kadłubową i pochylnię, na której podjęto budowę pierwszego polskiego statku SS „Olza”. Podczas kampanii wrześniowej w 1939 Rylke został zmobilizowany.
7 września 1939 wraz z Kierownictwem Marynarki Wojennej został ewakuowany z Warszawy do Pińska, następnie na Wołyń. Zdołał uniknąć niewoli sowieckiej, po czym powrócił do Warszawy. Podczas okupacji niemieckiej inż. Rylke prowadził konspiracyjne wykłady z budowy okrętów (ze statyki wiązań okrętowych i kreśleń okrętowych) na wydziale budowy okrętów organizowanym przez inż. Aleksandra Potyrałę w ramach organizacji marynarzy „Alfa” przy Armii Krajowej.
Awansowany kolejno na stopnie oficerskie:
- Rosja
  - miczmana – 1909
  - podkapitana – 1913
  - kapitana – 1916
- Polska
  - kapitana marynarki – 1919
  - komandora podporucznika – 1919
  - komandora porucznika – 1930

## Praca naukowa
Po wojnie inż. Rylke był organizatorem i pierwszym dziekanem uruchomionego we wrześniu 1945 Wydziału Budowy Okrętów Politechniki Gdańskiej (do 1951). Był też kierownikiem utworzonej przez siebie Katedry Projektowania Okrętów. W czerwcu 1946 uzyskał tytuł profesora zwyczajnego. W latach 1946–49 pełnił funkcję prorektora Politechniki Gdańskiej. Był członkiem Polskiej Akademii Nauk i działał w innych instytucjach zajmujących się sprawami morskimi lub naukowo-technicznymi. W 1960 przeszedł na emeryturę, lecz nadal uczestniczył w życiu naukowym Politechniki Gdańskiej i innych ośrodków naukowych, także jako recenzent i promotor prac naukowych. W 1963 został powołany przez ministra na przewodniczącego Rady Naukowej nowo utworzonego Instytutu Okrętowego Politechniki Gdańskiej. Napisał wspomnienia: „W służbie okrętu”, Gdynia 1967.

## Życie prywatne
Od 1921 był mężem Ireny z Szumlańskich (1890–1957), tłumaczki książek dla dzieci. Mieszkali w pobliżu Politechniki Gdańskiej.
Zmarł 23 stycznia 1968 w Gdańsku, pochowany na cmentarzu Srebrzysko (rejon IX-kwatera Profesorów-94).

## Ordery i odznaczenia
- Krzyż Komandorski Orderu Odrodzenia Polski (1967)[6]
- Krzyż Oficerski Orderu Odrodzenia Polski (28 września 1954)[7]
- Złoty Krzyż Zasługi (dwukrotnie: 10 listopada 1928[8], 11 lipca 1948[9])
- Medal 10-lecia Polski Ludowej (23 maja 1955)[10]
- Złota Odznaka „Zasłużony Pracownik Morza” (1960)[6]
- Krzyż Kawalerski Orderu Legii Honorowej (Francja, 1929, zezwolenie Prezydenta RP 1931)[11]
- Order św. Anny II klasy (Imperium Rosyjskie)
- Order św. Stanisława III klasy (Imperium Rosyjskie)

## Nagrody i wyróżnienia
- Nagroda Państwowa I stopnia za opracowanie i zastosowanie w warunkach polskich metody bocznego wodowania statków (1952)[12]
- tytuł doktora honoris causa Politechniki Gdańskiej (1965)[13]

## Upamiętnienie
Od 14 lipca 1978 Aleksander Rylke jest patronem jednej z ulic w Gdańsku. Jego imieniem nazwano także dwa drobnicowce: „Aleksander Rylke” (typu B 438, zbudowany w Gdańsku w 1977, odsprzedany przez Polskie Linie Oceaniczne (PLO) w roku produkcji) i „Profesor Rylke” (typu B 340, zbudowany w Splicie, w służbie PLO od 1978, złomowany w roku 1999).